# Tokugawa Ieyoshi
Tokugawa Ieyoshi (徳川家慶?), n. 22 iunie 1793, Edo Castle⁠(d), Tōkaidō⁠(d), Japonia – d. 27 iulie 1853, a fost al 12-lea shogun (între 1837 și 1853) al Shogunatului Tokugawa din Japonia.

## Biografie
Ieyoshi a fost fiul celui de al 11-lea shōgun, Tokugawa Ienari, și în copilărie a purtat numele Teijirō (敏次郎). Teijirō a fost numit moștenitor la moartea fratelui său mai mare, Takechiyo. El a devenit shogun pe 2 septembrie 1837, la vârsta de 45 ani, odată cu retragerea tatălui său, Tokugawa Ienari. Cu toate acestea, Ienari a continuat să dețină destul de multă putere din spatele tronului până la moartea sa în 1841, când consilierul (rōjū) Mizuno Tadakuni a reușit să curețe guvernul de interpușii acestuia și să redreseze finanțele și pârghiile de conducere ale shōgunatului deteriorate în urma Marii Foamete Tenpō din 1832–1836.
Cunoscute ca și Reformele Tenpō, aceste numeroase legi contra luxului au încercat să stabilizeze economia printr-o întoarcere la modestie, simplitate și disciplină ce erau caracteristice perioadei timpurii "Edo", prin interzicerea celor mai multe forme de amuzament și afișări ale avuției. Restricțiile s-au dovedit a nu fi simpatizate de către oamenii de rând.
Creșterea criticilor la adresa guvernului în legătură cu gestionarea afacerilor străine au dus la Bansha no goku în 1839, interzicând studiile rangaku.
O altă parte a Reformei Tenpō includea Agechi-rei-ul din 1843, care îi impunea pe daimyō stabiliți în apropierea orașelor Edo și Ōsaka să-și cedeze moșiile în schimbul pământurilor de mărime echivalentă altundeva, consolidând astfel controlul lui Tokugawa asupra acestor zone strategice vitale. Însă, aceste măsuri au provocat nemulțumirea mai multor daimyō de toate nivelurile sociale și de venit. Situația s-a complicat și mai tare în mai 1844, când Castelul Edo a ars, și Mizuno Tadakuni a fost forțat să demisioneze și exilat. Mizuno a fost înlocuit de Doi Toshitsura⁠(en)[traduceți], Abe Masahiro și Tsutsui Masanori, ca noii rōjū. Shogunul a forțat pensionarea lui Tokugawa Nariaki în 1844, plasându-l pe al șaptelea fiu al lui Nariaki, Tokugawa Yoshinobu, în fruntea ramurii dinastice Hitotsubashi-Tokugawa în 1847. De asemenea, el a forțat pensionarea lui Shimazu Narioki în 1851.
La 8 iulie 1853, comandorul Matthew C. Perry⁠(d) a sosit în fruntea unei escadre americane, cu scopul de a forța Japonia să încheie un tratat de liberalizare a comerțului. Ieyoshi a murit pe 27 iulie, 1853, de infarct miocardic datorat probabil unui accident vascular cerebral, înainte ca tratatul să fie încheiat, și a fost urmat de cel de-al treilea fiu, Tokugawa Iesada. În următorul an, shōgunatul Tokugawa a fost forțat să accepte cererile americanilor prin semnarea Convenției de la Kanagawa.
Mormântul lui Tokugawa Ieyoshi se află în mausoleul familiei Tokugawa, la Zōjō-ji, în orașul Shiba de lângă Edo (actualmente cartierul Shiba al sectorului Minato din Tokio). Numele său budist a fost Shintokuin.

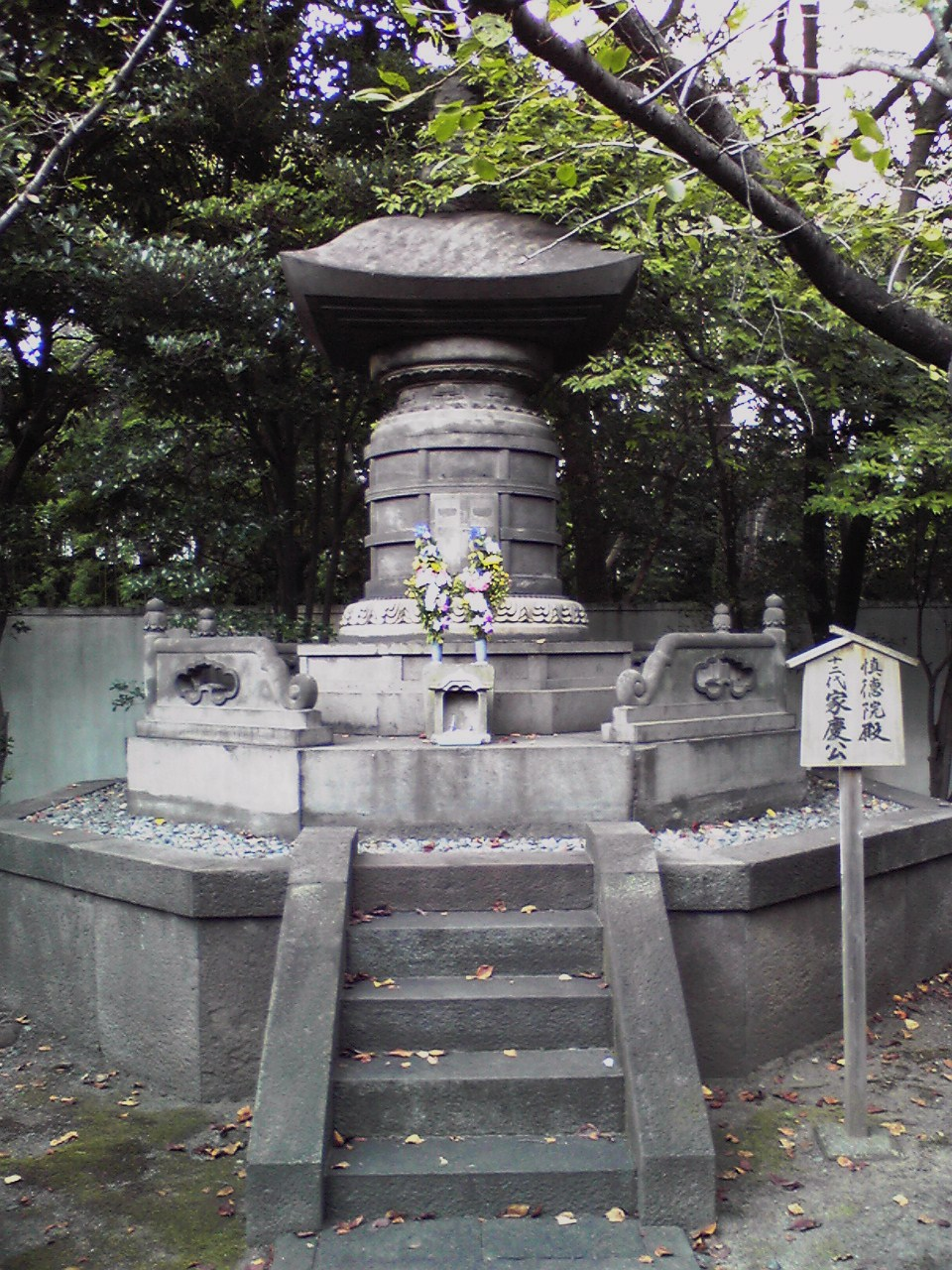
Memorialul comemorativ al lui Ieyoshi la Zōjō-ji

## Familie
Soția oficială a lui Ieyoshi a fost Prințesa Takako (1795–1840), a șasea fiică a Prințului Arisugawa Orihito. Ea s-a mutat la Castelul Edo în 1804 când avea vârsta de doar 10 ani, căsătorindu-se formal abia în 1810. În 1813, ea a dat naștere unui fiu pe nume Takechiyo, urmat de alte fiice în 1815 și în 1816. În plus, Ieyoshi avea alți 13 fii și 11 fiice în urma numeroaselor concubinaje. Totuși, numai un singur fiu, Tokugawa Iesada, a trăit peste vârsta de 20 ani.
- Tată: Tokugawa Ienari
- Mamă: Oraku no Kata (m.1810) mai târziu Korin'in
- Nevastă: Arisugawa Takako (1795–1840) mai târziu Jokan-in
- Concubine:
  - Ohana no Kata (m. 1844)
  - Okane no Kata (m. 1843) mai târziu Mi-ko-in
  - Ofude no Kata (m. 1844) mai târziu Shumyo-in
  - Omitsu no Kata (1807–1885) mai târziu Hojuin
  - Okoto no Kata (m. 1855) mai târziu Myoon'in
  - Otsuyu no Kata (m. 1888) mai târziu Shugetsuin
  - Okaju no Kata (1803–1826) mai târziu Myoka-in
  - Ohisa no Kata (m. 1847) mai târziu Seiryo-in
- Copii:
  - Takechiyo (1813–1814) născut de Takako
  - Tatsuhime (1814–1818) născută de Okaju
  - Tomohime (1815-1815) născută de Takako
  - Saigen-in (1816-1816) născut de Takako
  - Yochiyo (1819–1820) născută de Ohisa
  - Entsuin (1822-1822) născut de Okaju
  - Tokugawa Iesada născut de Omitsu
  - Maihime (1824–1829) născută de Ohana
  - Tokugawa Yoshimasa (1825–1838) al Familiei Hitotsubashi-Tokugawa, născut de Ohisa
  - Teruhime (1826–1840) căsătorită cu Tokugawa Yoshiyori iar mai târziu cunoscută sub numele de Teimei-in, născută de Ohisa
  - Hanhime (1826-1826) născută de Okaju
  - Tokugawa Harunojo (1826–1827) născut de Omitsu
  - Tokugawa Atsugoro (1828–1829) născută de Omitsu
  - Tokugawa Jikimaru (1829–1830) născut de Ofude
  - Tokugawa Ginnojo (1832–1833) născut de Ofude
  - Satohime (1833–1834) născută de Okane
  - Chiehime (1835–1836) născut de Ofude
  - Yoshihime (1836–1837) născută de Okane
  - Tokugawa Kamegoro (1838–1839) născut de Ofude
  - Maijihime (1839–1840) născută de Okane
  - Wakahime (1842–1843) născută de Okane
  - Shoyo-in (1843-1843) născut de Okane
  - Okuhime (1844–1845) născută de Okoto
  - Tokugawa Tadashimaru (1845–1846) născut de Okoto
  - Shikihime (1848-1848) născută de Okoto
  - Sashin-in (1849-1849) născut de Otsuyu
  - Tokugawa Choyoshiro (1852–1853) născută de Okoto
- Fiice adoptate:
  - Itonomiya Takako (1835–1856) măritată cu Tokugawa Yoshiatsu al Mito Domain, au avut o fiică, Namahime (b. 1854) măritată cu Hachisuka Mochiaki
  - Akinomiya Akiko (1825–1913) măritată cu Arima Yorishige al Kurume Domain

## Evenimente dinbakufu-ul lui Ieyoshi's
- 1837 (Tenpō 7): Tokugawa Ieyoshi devine al 12-lea shōgun al guvernului bakufu.[1]
- 1844 (Kōka 1): Numele erei s-a schimbat din cauza focului ce a distrus Castelul Edo
- 1846 (Kōka 3): Kōmei devine al 121-lea Împărat al Japoniei.[1]
- 1847 (Kōka 4): Cutremurul Zenkoji cauzează pagube majore în Provincia Shinano și arealurile vecine
- 1848 (Kaei 1): Numele erei s-a schimbat pentru admiterea începerii domniei Împăratului Kōmei
- 1853 (Kaei 6): Sosirea comandorului Matthew C. Perry și a escadrei sale de Black Ships.[1]

## Erelebakufu-lui luiIeyoshi
Anii în care Ieyoshi a fost shōgun sunt identificați specific de mai mult de o eră sau nengō.
- Tenpō  (1830–1844)
- Kōka (1844–1848)
- Kaei (1848–1854)

## În cultura populară
Tokugawa Ieyoshi este un personaj minor în musicalul „Pacific Overtures” al lui Stephen Sondheim, cu toate că numele său nu apare în mod explicit. Într-o abatere de la istorie, musicalul îl înfățișează ca fiind ucis de mama sa din motive politice, cu ceai de chrysanthemum otrăvit.
De asemenea, el este un personaj minor în primele două romane Nemuri Kyōshirō (adaptate și pentru TV, cu Masakazu Tamura în rolul principal).